# 구미베어

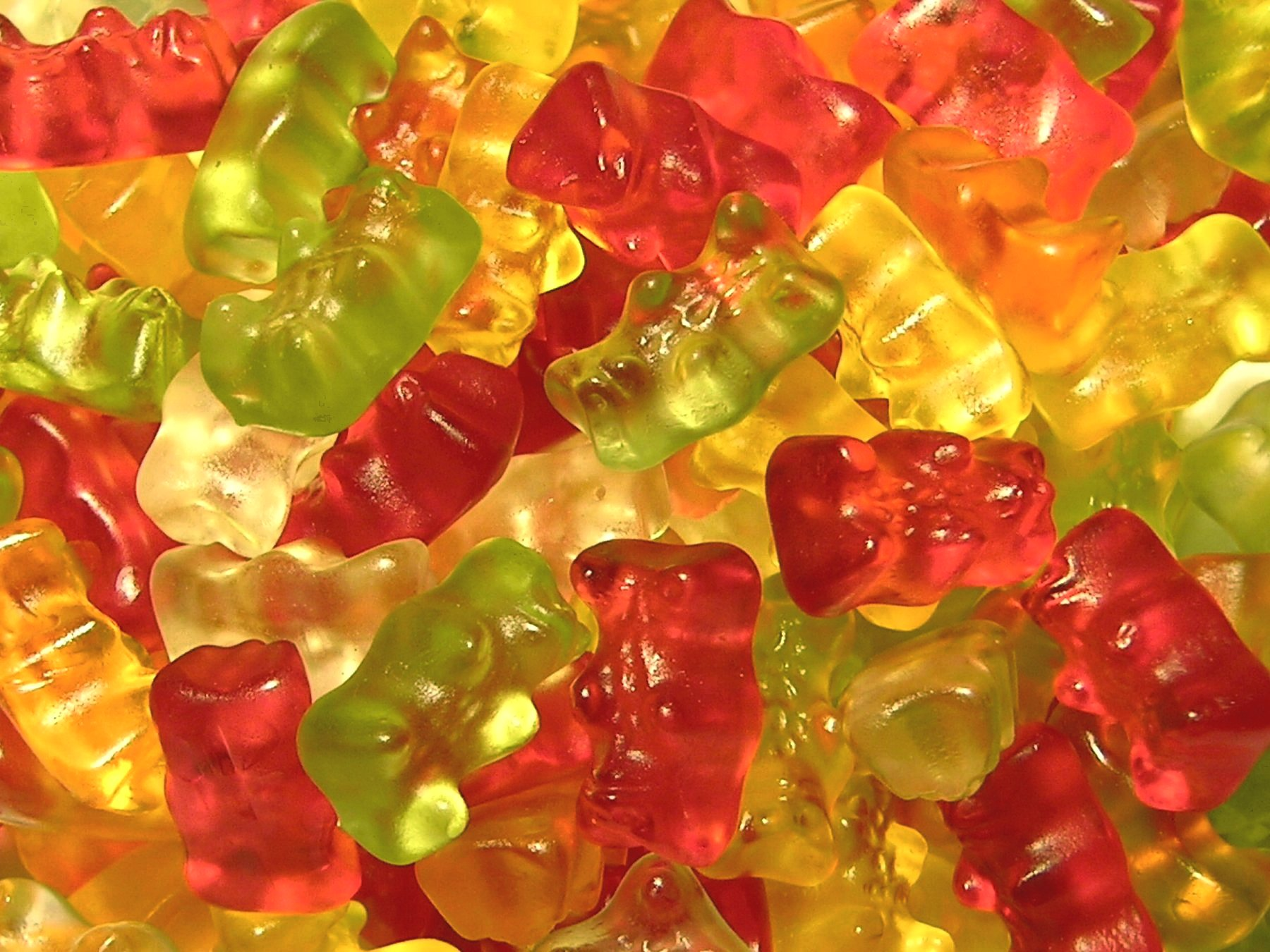

구미베어(Gummy Bear, 독일어: Gummibären 구미베렌[*]) 또는 젤리곰은 곰 모양의 구미이다. 독일에서 처음 만들어졌으며, 기존의 젤리와 마찬가지로 젤라틴, 설탕 등을 재료로 만들어진 사탕류의 일종이다. 하리보, 트롤리 등 독일 회사들을 주축으로 생산되고 있다. 독일 뿐만 아니라 전세계인들도 이 젤리를 즐기고 있으며, 각종 과일 맛, 무설탕 젤리 등 다양한 형태로 생산되고 있다.

## 역사
1920년 제과업을 하던 한스 리겔(Hans Riegel)이 설립한 사탕 제조 회사인 하리보(HARIBO)에서 만들어진 것이 최초의 구미 베어 제품이라 할 수 있다. 독일 본(Bonn)에서 최초의 공장이 설립되었으나, 1922년 제2차 세계대전으로 인해 설립자가 사망하며 젤리 제조의 위기를 맞게 된다. 하지만 설립자의 아들인 한스 리겔 주니어와 폴 리겔이 회사를 이어 받아 위기 극복 후, 최초로 세계적으로 선풍적인 인기를 끄는 제품인 댄싱베어(DANCING BEAR)를 만들게 되며 이것이 구미 베어의 시초가 된다. 이후 블랙베어(BLACK BEAR) 등을 만들며 인기를 이어나갔으며, 1967년 세계적으로 가장 유명한 구미베어 중 하나인 골드 베어(GOLD BEAR) 시리즈를 만들면서 가장 유명한 주전부리로 자리잡는다.
역사적으로 댄싱 베어가 만들어진 시기는 독일의 초인플레이션을 겪고 있던 시기였지만, 합리적인 가격인 1 페니히에 판매되었다는 좋은 역사적 사실도 존재한다. 하지만 제2차 세계대전 당시 독일군의 포로였던 유대인들을 공장 노동자로서 학대했다는 의혹도 받고 있는 등 부정적인 역사적 사실도 존재한다. 이렇듯 구미베어는 독일에서의 국민 간식이며, 남녀 노소 모두가 즐기는 젤리라 할 수 있겠다. 또한 하리보외에도 다양한 회사들에서 구미 베어를 생산하고 있으며, 트롤리, 야미얼스 등의 제과 업체들도 비슷한 모양의 젤리를 생산하여 판매하고 있는 상황이다.
이 곰모양의 젤리가 선풍적인 인기에 힘입어, 캐릭터 탄생 및 캐릭터 활용 사업으로 거듭났다. 구미베어 인터네셔널(Gummybear International, GBI)은 뉴저지에 본사를 두고 있는 회사로서, 구미 베어 캐릭터 관련 사업을 시행하였다. 2006년 처음으로 유튜브에 구미베어 노래를 게시하였으며, 2014년 3월 인디음악 관련해서 3억 뷰 이상의 기록을 내며 가장 많이 본 동영상으로 자리 매김하였다. 이 회사는 이 캐릭터를 활용, 게임, 음악 등 다양한 사업으로 진출하였으며 전세계인들에 사랑을 받고 있다. 또한 최초의 구미 베어를 만든 하리보도 가장 히트친 골드 베어를 활용한 노란 곰 모양의 캐릭터를 활용해 동전 지갑, 우산 등 다양한 캐릭터 사업을 이어 나가며 기존의 인기를 이어나가고 있다.

## 맛과 종류
구미 베어는 다양한 맛과 색상의 젤리로 구성되어 있으며 이들은 제조 회사마다 그 맛과 색상이 다르다. 워낙 그 종류가 다양해서 정의를 내리기가 힘든데, 대표 회사의 구미(gummy)들을 그 예로 들 수 있다. 제조 회사 중 하리보(Haribo) 사와 트롤리(Trolli) 사가 가장 대표가 되는데, 미국에서 판매되는 하리보사의 구미는 5가지 맛으로 구성되어 있다. 빨강은 산딸기, 주황은 오렌지, 초록은 사과, 투명은 파인애플, 노랑은 레몬 맛을 낸다. 트롤리 사의 구미는 유사하지만 빨강이 딸기 , 초록이 라임, 투명이 포도 맛을 낸다. 이처럼 구미의 제조사에 따라 그 색과 맛에 차이가 있다.
구미 베어를 만드는 제조사들은 또한 다른 종류의 젤리도 판매하고 있다. 예로 미국에서 판매되는 하리보사의 제품들을 보면 구미 베어 이외에도 스머프(The Smurfs), 공룡(Dinosaurs), 콜라(Happy Cola), 개구리(Frogs) 등 여러 종류들이 있다. 트롤리 사에는 보스턴 구운 콩(Boston Baked Beans), 과일 스트라이프(Fruit Stripe), 레몬헤드(Lemonhead), 슈퍼버블(Super Bubble) 등이 있다. 또한 판매되는 지역에 따라 판매되는 종류에 차이가 있는데, 미국에서는 판매되지 않지만 유럽 등 세계에서 판매되는 것들에는 스타믹스(Starmix), 해적(Piratos), 뱀파이어(Vampire), 밀크쉐이크(Milkshakes), 이빨(Teeth) 등이 있다.

## 제조와 구성
전통적인 구미 베어는 설탕, 포도당시럽, 녹말(starch), 향료, 식용 색소, 시트르산, 젤라틴의 혼합물로 만들어진다. 그러나 사탕처럼 채식주의자에 맞추거나 종교적인 이유로 인해 다양한 제조 방법이 존재한다. 만드는 과정은 먼저 뜨거운 액체 혼합물을 금형에 붓고 밤새 식힌다. 작업이 완료되면 내용물을 금형에서 떼어낸다. 금형의 형태 때문에 구미 베어의 앞부분은 올록볼록하게 되고 뒷부분은 평평하게 된다. 이 금형의 형태는 전문가가 직접 플라스터를 이용하여 제작한 다음 기계화되어 공장의 생산 라인에 보내진다. 소나 돼지, 물고기의 젤라틴으로 만들어진 구미베어는 채식주의자들이 먹을 수 없다. 마찬가지로 돼지의 젤라틴으로 만들어진 구미 베어는 카슈루트와 할랄이 먹을 수 없다. 그래서 채식 주의자들을 위해 만들어진 구미 베어는 젤라틴 대신에 펙틴을 이용해서 만든다. 신 맛이 나는 구미 베어는 보통 구미 베어보다 조금 더 크고 평평하고 부드럽다. 이것은 만드는 제조사마다 다르지만 보통 푸마르산이나 다른 산을 첨가해서 만든다. 일반적으로 이런 산들을 첨가하게 되면 젤라틴을 넣는 것 보다 좀 더 씹기 편하게 부드러워진다.

## 건강 관련 이슈
구미 베어는 어린이용 멀티 비타민제로 천연향과 천연 색소를 사용하여 인공 색소나 인공향을 첨가하지 않은 건강 식품이다. 그러나 구미 베어 사탕이 어린이들의 치아에 붙어 충치의 원인이 될 수 있다는 지적이 일고 있다. 이에 대한 대응으로 첨가물로 설탕 대신 자일리톨을 활용하는 방안 모색되고 있다. 여기에 설탕이 젤리
형태로 만들어져 사람들이 섭취를 하면 뇌가 자제력을 잃고 비만해질 때까지 먹는다는 연구 결과가 발표되면서 구미 베어와 같은 식품들이 아이들을 비만으로 만들고 있다는 비판이 일고 있다.

## 캐릭터 & 애니메이션
1981년 Trolli는 ‘Gummy Worms’ 라는 가장 인기 있는 캐릭터를 탄생시켰다. 캐릭터 탄생 초기 어린이들은 긍정적인 반응을 보인 반면, 부모들은 부정적인 반응을 보였다. 그러나, 부모들의 부정적 반응은 사라졌고 엄청난 인기를 끌기 시작했다. 이러한 인기에 힘입어 다양한 기존의 곰 모양과 공룡 모양 등 다양한 형태의 젤리들이 발명되었다. 이 당시 발명된 다양한 모양들이 현재 판매되고 있으며, 젤리 뿐만 아니라 다양한 관련 상품들도 개발되었다. 서양에서는 구미 베어나 구미 공룡 인형을 특별한 날의 선물로 인식 되고 있다. 구미 베어의 이러한 인기는 곧 다른 기업들의 사업 기회로 인식되었다. 디즈니 사가 가장 먼저 진입했는데, 구미 베어 가족과 그들의 모험을 그리는 애니메이션을 1985년에 제작했다. 제목은 ‘The Adventures of Gummi Bears’로 총 65편의 에피소드로 이루어졌으며, 미 전역에서 큰 인기를 끌었다.

## 주제곡
구미 베어 주제곡은 독일의 크리스천 슈나이더(Christian Schneider)가 작곡하였다. 2007년 10월 13일에 발표된 최초의 곡은 헝가리어로 노래되었다. “여기 테디 구미 베어가 있어요 (Itt van a Gummimaci)” 가 헝가리에서 8개월 동안 가장 인기 있는 벨소리 1위를 유지하였으며, 앨범의 다른 수록곡들도 인기를 끌었다. 그에 힘입어, 여러 나라의 언어로 번역 되었으며, 온라인 등 여러 매체에서 선풍적인 인기를 끌었다. 첫 번째 앨범은 “구미 베어-아임 유어 구미베어(gummibär – I am Your Gummy Bear)”이며 대표곡인 “아임 유어 구미 베어”를 포함해 보너스 트랙까지 20곡이 있다. 두 번째 앨범은 “구미 베어-라라 러브 투 댄스(gummibär – La La Love to Dance)”이며 총 19곡이 수록되어 있다.

## 기네스기록
기네스에 기록된 가장 큰 구미는 독일의 엘리자베스 윈디스(Elizabeth Windisch)가 만들었으며 그 기록은 2014년 2월 3일에 독일의 뒤셀도르프에서 측정되었다. 기네스 공식 기록은 무게 512kg이다. 이 구미를 만들기 위해 무려 6일간 냉장시설에서 관리 되었다고 한다.

## 같이 보기
- 하리보
- 젤리
- 젤라틴
- 곰
- 구미
- 트롤리